# Trgovanje emisijskim jedinicama stakleničkih plinova
Trgovanje emisijskim jedinicama plinova ili "cap and trade" je metoda koja na tržišnom principu kontrolira zagađenje okoliša, te ekonomskim metodama nastoji postići smanjenje emisija plinova štetnih za okoliš.
Centralna vlast (obično Vlada) postavlja granicu ili "cap" količine emisija koja smije biti emitirana u okoliš. Ta ukupna količina emisija je prodavana ili razdijeljena tvrtkama u obliku emisijskih kvota koje predstavljaju dozvoljenu količinu emitiranih emisija štetnih plinova. Tvrtke su dužne pridržavati se emisija koje su pokrivene njihovim kvotama. Ukupni broj prodanih i dodijeljenih kvota ne smije premašiti granicu dopuštenih emisija, čime se ograničuje ukupna emisija štetnih plinova u okoliš. Tvrtke koje nemaju dovoljno kvota emisijskih jedinica za pokrivanje verificiranih emisija moraju kupiti kvote od onih koji ih imaju viška.
Prijenos emisijskih kvota naziva se trgovanjem. Cilj trgovine je da kupac kvota plati kaznu zbog emitiranje štetnih plinova u okoliš više nego što mu je dozvoljeno, dok je prodavač kvota nagrađen jer je smanjio emisije štetnih plinova u okoliš. Zagađivaču je u teoriji skuplje kupovati dodatne kvote nego uložiti u tehnologije za smanjenje emisija, čime manje zagađuje okoliš.
Postoje aktivni programi trgovanja kvotama za nekoliko plinova zagađivača zraka. Europska shema trgovanja emisijama stakleničkih plinova je najveći program trgovanja emisijama stakleničkih plinova čija svrha je spriječiti pojavu opasnih klimatskih promjena. U Sjedinjenim Američkim Državama postoji nacionalno tržište kojemu je u cilju smanjenje pojava kiselih kiša, te postoji nekoliko regionalnih tržišta gdje se trguje emisijskim kvotama dušikovih oksida. Možemo naći i tržišta gdje se trguje emisijama ostalih plinova zagađivača, ali ta tržišta su manja i lokalizirana na užim područjima.

## Zagađenje kao eksternalija
Eksternalija je po definiciji aktivnost jednog subjekta koja utječe na blagostanje drugog subjekta na način koji nije reguliran tržišnim mehanizmom. Mnogi ekonomisti zagađenje okoliša od strane industrije navode kao glavni primjer eksternalije. Postoje razne metode kojima industrija može platiti svoj utjecaj na okoliš, kako bi zagađenje bilo eksternalija u najmanjoj mogućoj mjeri. Neke od metoda su emisijske naknade, "cap and trade" i zapovjedna regluacija kao i regulacija zagađenja kontrolom.

## Pregled
Glavni cilj trgovanja emisijskim jedinicama štetnih plinova je postizanje smanjenja njihovih emisija uz što manje troškova. Dopuštena vršna granica emisija u okoliš se kroz dodijeljene i prodane kvote iz godine u godinu smanjuje čime se sve više približavamo nacionalnim ciljevima smanjenja emisija. U nekim sustavima, periodički se proporcionalno smanjuje broj kvota uzrokujući neto smanjenje emisija tijekom vremena. Zanimljivo je da u mnogim "cap and trade" sustavima sudjeluju i organizacije koje ne zagađuju okoliš (samim time nemaju obvezu smanjenja zagađenja). Tako ekološke udruge mogu kupovati i "gasiti" emisijske kvote, time podižu cijenu ostalih kvota prema zakonu ponude i potražnje koji vlada na tržištu emisijama. Korporacije isto tako nađu svoj interes u kupovini emisijskih kvota koje doniraju neprofitabilnim udrugama, te time ostvaruju pravo na poreznu olakšicu.

## Definicije
U ekonomskoj literaturi mogu se pronaći sljedeće definicije shema trgovanja "cap and trade"
Sustav "cap and trade" ograničava skup emisija iz reguliranog izvora stvaranjem ograničenog broja tržišnih emisijskih dozvola, koje izvori emisija moraju osigurati i obraniti u broju jednakom njihovim emisijama. 
U trgovanju emisijama ili "cap and trade" shemi, granica pristupa resursima je prvo definirana, a zatim dodijeljena korisnicima u formi kvota. Uspoređujemo stvarne emisije s obranjenim emisijskim kvotama, uključujući i one kvote trgovane van dozvoljenih emisija.
Pod sustavom trgovanja kvotama uspostavljen je prihvatljivi ukupni nivo zagađenja i dodijeljen tvrtkama u obliku kvota. Tvrtke koje drže svoj nivo emisija ispod dozvoljenog mogu prodati svoj višak kvota drugim tvrtkama ili ga koristiti kako bi neutralizirale višak emisija u drugim dijelovima svoje tvrtke. 

## Tržište i najmanji trošak
Ekonomisti su umjesto regulacije zagađenja kontrolom i zapovijedima, počeli koristiti tržišni mehanizam kao što je trgovanje emisijama kako bi spriječili daljnje zagađenje okoliša. Regulacija kontrolom i zapovijedima pokazala se kao izrazito nefleksibilna, neosjetljiva na geografske i tehnološke razlike i neefikasna. Međutim, trgovanje emisijama zahtjeva postavljanje granice dozvoljenog zagađenja, a tu granicu postavlja Vlada. Kompanije same odlučuju hoće li i na koji način smanjiti emisije, nakon što im Vlada dodijeli kvote. Neuspjeh u verificiranju emisija i obrani emisijskih kvota često se kažnjava raznim Vladinim mehanizmima, kao što su kazne koje povećavaju trošak proizvodnje. Tvrtke će odabrati najjeftiniji put pridržavanja regulacije za smanjenje emisija, koji će voditi do smanjenja zagađenja kada je to najjeftinije rješenje.

## Tržišta emisijama
U trgovanju emisijama stakleničkih plinova kojime se regulira njihovo emitiranje u okoliš, jedna kvota ili dozvola se smatra ekvivalentom od jedne tone ugljičnog dioksida (CO2) ispuštenog u okoliš. Drugi nazivi za emisijske kvote su ugljični kredit, Kyoto jedinica, jedinica dodijeljene količine (Assigned amount unit), te jedinica certificiranog smanjenja emisija (Certified Emission Reductions units). Te kvote ili jedinice mogu se prodavati privatno ili na međunarodnom tržištu po cijeni koju formira samo tržište, odnosno zakon ponude i potražnje. Tržište je međunarodno, stoga se kvotama može slobodno trgovati između zemalja. Svaki međunarodni prijenos ili transfer je ovjeren od strane institucije Ujedinjenih naroda (United Nations Framework Convention on Climate Change (UNFCCC)), a ako se trgovina odvija van granica Europske unije, prijenos mora dodatno odobriti Europska komisija.
Trgovanje emisijama sadržava trenutno ("spot") tržište kvotama, kao i "future" i "options" tržišta kako bi formirali cijenu i održavali samo trgovinu likvidnom. Cijene ugljičnog dioksida su većinom formirane u eurima po toni CO2 ili eurima po toni ekvivalenta ugljičnog dioksida. Može se trgovati i jedinicama ostalih stakleničkih plinova, ali njihov utjecaj se svodi na utjecaj ekvivalenta ugljičnog dioksida.
Trenutno postoji šest burzi u sklopu United Nations Framework Convention on Climate Change (UNFCCC) kvota emisija: Chicago Climate Exchange (od 2010. godine)), European Climate Exchange, NASDAQ OMX Commodities Europe, PowerNext, Commodity Exchange Bratislava i European Energy Exchange. Danas mnoge kompanije sudjeluju u smanjenju emisija, neutralizaciji utjecaja stakleničkih plinova, te u programima stvaranja emisijskih kvota kojima se može trgovati na navedenim burzama. 2008. godine je uspostavljeno privatno elektroničko tržište emisijama, takozvani CantorCO2e. Trgovanje ugljičnim kreditima na Commodity Exchange Bratislava se odvija na posebnoj platformi, tkz. ugljično mjesto (Carbon place).
Trgovanje emisijskim dozvolama jedno je od najbrže rastućih segmenata financijskih usluga u gradu Londonu s tržištem čija je vrijednost 2007. godine procijenjena na 
30 milijardi eura. Louis Redshaw, direktor tržišta vezanih za okoliš u Barclays Capital-u, predviđa: "Trgovina ugljikom će postati najveće svjetsko tržište robom, a može postati i najveće svjetsko tržište općenito."

## Vanjske poveznice
- Greenhouse Gas Emissions Trading – Web stranica organizacije za ekonomsku suradnju i razvoj (OECD)
- International Emissions Trading Association - Web stranica Međunarodne organizacije za trgovanje emisijama stakleničkih plinova (IETA)
- Ministarstvo zaštite okoliša i prirode RH  Arhivirana inačica izvorne stranice od 3. siječnja 2014. (Wayback Machine) - Strateške odrednice za razvoj zelenog gospodarstva